# كأس أمم الكاريبي (1978 – 1988)
بطولة الاتحاد الكاريبي لكرة القدم (يشار إليها أحيانًا باسم كأس الأمم الكاريبي) كانت بطولة كرة القدم للفرق في منطقة البحر الكاريبي بين عامي 1978 – 1988. كانت مقدمة لكأس الكاريبي التي اقيمت من 1989- 2017.

## نتائج البطولة
| بطولة CFU   | بطولة CFU         | بطولة CFU        | بطولة CFU                | بطولة CFU                | بطولة CFU                | بطولة CFU                |
| ----------- | ----------------- | ---------------- | ------------------------ | ------------------------ | ------------------------ | ------------------------ |
| سنة         | المستضيف          |                  | الترتيب النهائي للمجموعة | الترتيب النهائي للمجموعة | الترتيب النهائي للمجموعة | الترتيب النهائي للمجموعة |
| سنة         | المستضيف          | البطل            | الوصيف                   | المركز الثالث            | المركز الرابع            |                          |
| 1978 تفاصيل | Trinidad & Tobago | سورينام          | ترينيداد وتوباغو         | هايتي                    | أنتيغوا وباربودا         |                          |
| 1979 تفاصيل | Suriname          | هايتي            | سانت فينسنت والغرينادين  | سورينام                  | ترينيداد وتوباغو         |                          |
| 1981 تفاصيل | Puerto Rico       | ترينيداد وتوباغو | سانت فينسنت والغرينادين  | غوادلوب                  | بورتوريكو                |                          |
| 1983 تفاصيل | French Guiana     | Martinique       | ترينيداد وتوباغو         | غويانا الفرنسية          | أنتيغوا وباربودا         |                          |
| 1985 تفاصيل | Barbados          | Martinique       | باربادوس                 | غوادلوب                  | سورينام                  |                          |
| 1988 تفاصيل | Martinique        | ترينيداد وتوباغو | أنتيغوا وباربودا         | Martinique               | غوادلوب                  |                          |

## الفائزون
| الفوز  | المنتخب          | السنوات     |
| ------ | ---------------- | ----------- |
| 2 مرات | Martinique       | 1983 ، 1985 |
| 2 مرات | ترينيداد وتوباغو | 1981 ، 1988 |
| 1 مرة  | سورينام          | 1978        |
| 1 مرة  | هايتي            | 1979        |

## انظر ايضا
- كأس الكاريبي